# 埃利亞斯·安東尼奧·薩卡
埃利亞斯·安東尼奧·“東尼”·薩卡·冈萨雷斯（西班牙語：Elías Antonio "Tony" Saca González，1965年3月9日—），2004年至2009年擔任萨尔瓦多总统。
萨卡曾在萨尔瓦多“先锋广播电台”从事体育新闻的播音和评论工作，后成为萨尔瓦多最重要的广播电台企业集团之一的SAMIX集团总裁。2004年大选中获得59.77%的选票，当选为萨尔瓦多共和国总统。2009年大选中連任失敗。
2016年他因腐败被逮捕。2018年9月12年，他因受贿罪被判处有期徒刑10年。2019年9月19日，又因行贿罪被加刑2年。